# Mellicta progressa
Mellicta progressa är en fjärilsart som beskrevs av Marcel Caruel 1946. Mellicta progressa ingår i släktet Mellicta och familjen praktfjärilar. Inga underarter finns listade i Catalogue of Life.